# Trichostomum fallaciosum
Trichostomum fallaciosum är en bladmossart som beskrevs av W. H. Welch och H. Crum 1960. Trichostomum fallaciosum ingår i släktet lansettmossor, och familjen Pottiaceae. Inga underarter finns listade i Catalogue of Life.